# Philodicus hospes
Philodicus hospes là một loài ruồi trong họ Asilidae. Philodicus hospes được Wiedemann miêu tả năm 1819. Loài này phân bố ở miền Ấn Độ - Mã Lai.